# Аджерола
Аджерола (итал. Agerola) — город в Италии, расположен в регионе Кампания, подчинён административному центру Неаполь.
Население составляет 7392 человека (на 31.12.2004 г.), плотность населения составляет 374.60 чел./км². Занимает площадь 19.62 км². Почтовый индекс — 80051. Телефонный код — 00081.
Покровителем города считается Антоний Великий. Праздник города ежегодно празднуется 17 января.